# Культовые сооружения Тулы

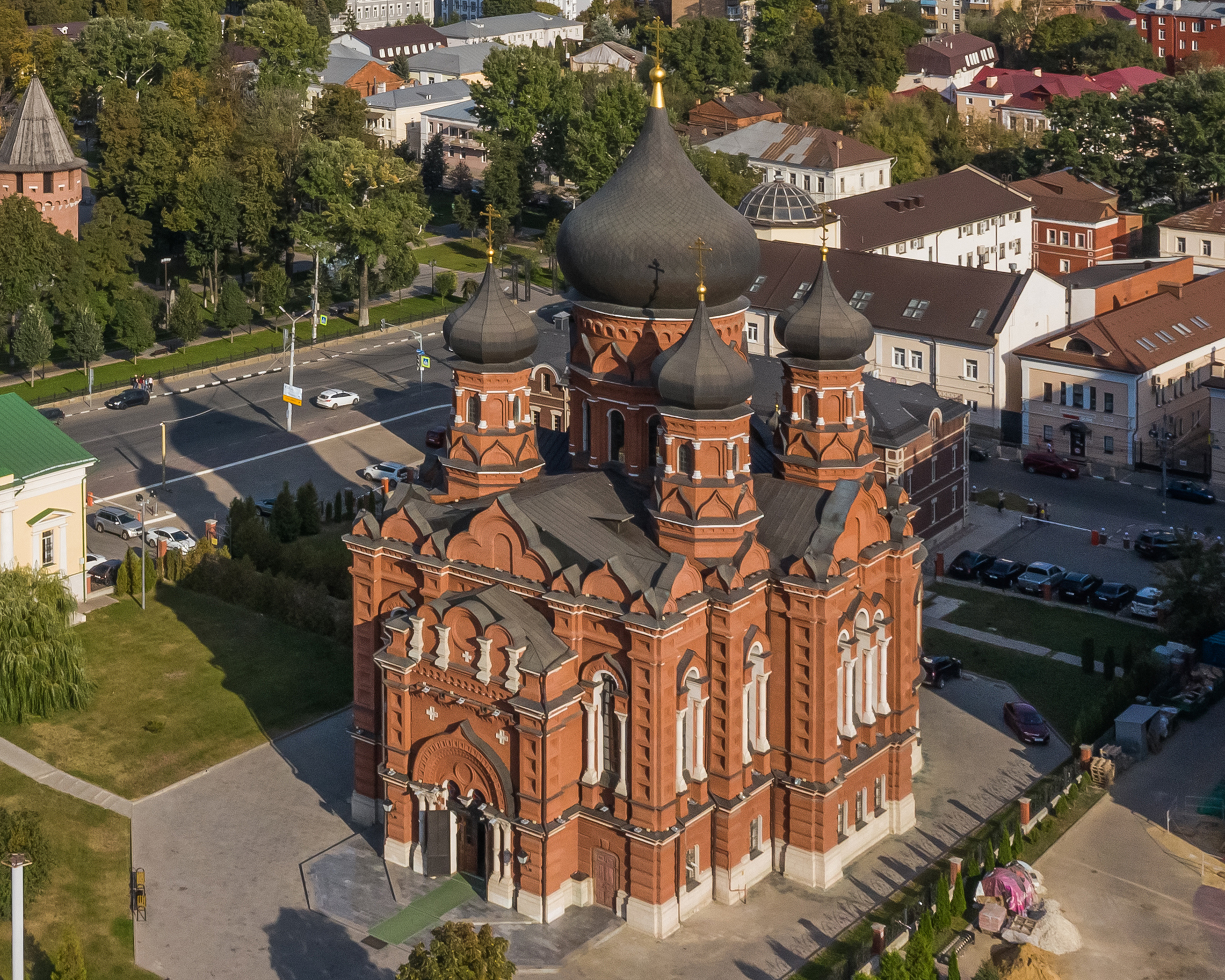
Успенский собор

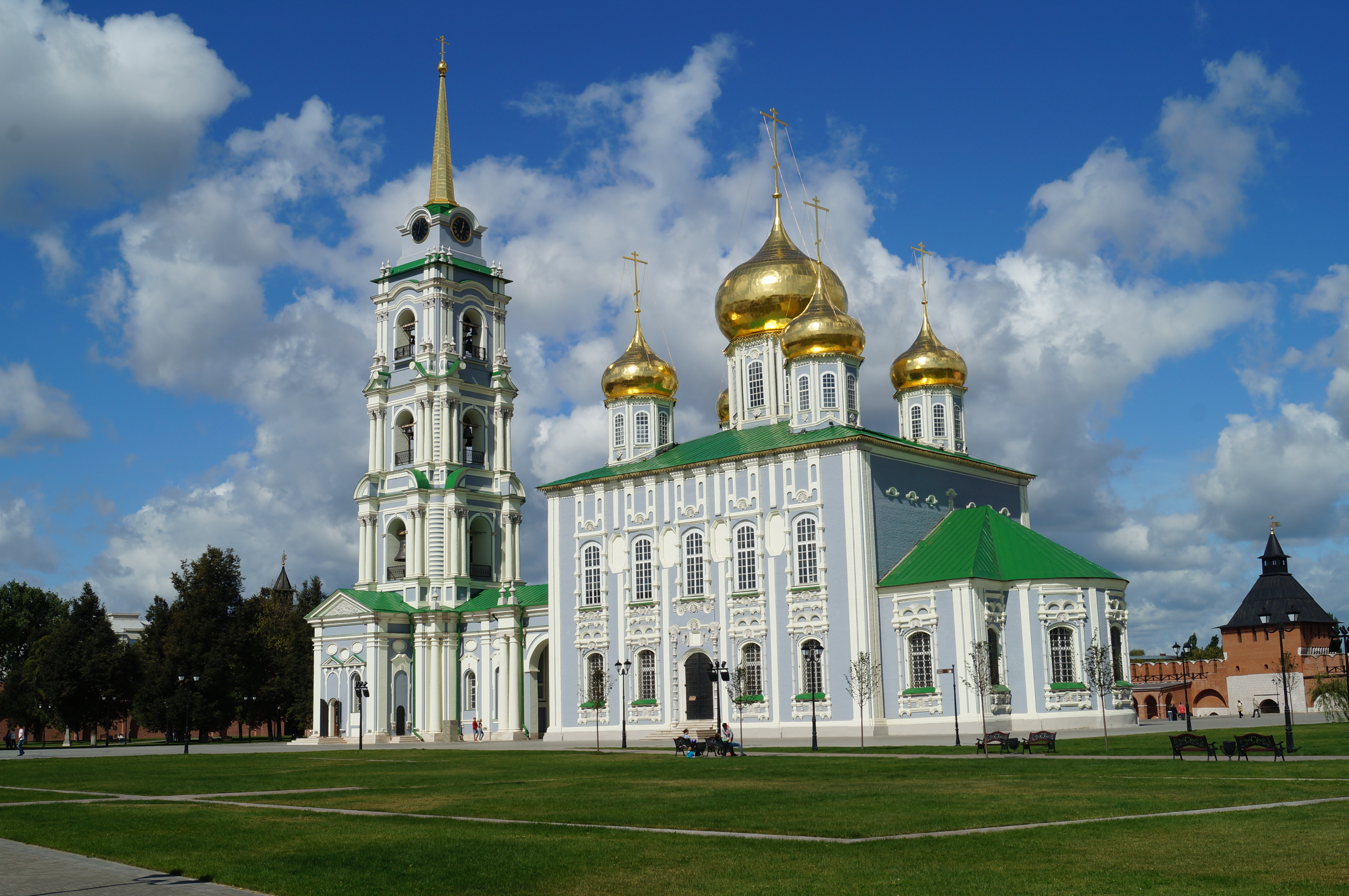
Успенский собор в кремле

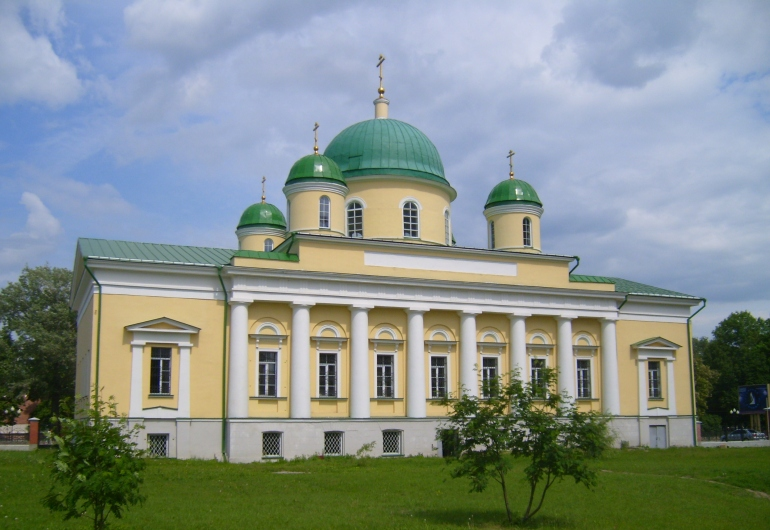
Преображенский храм

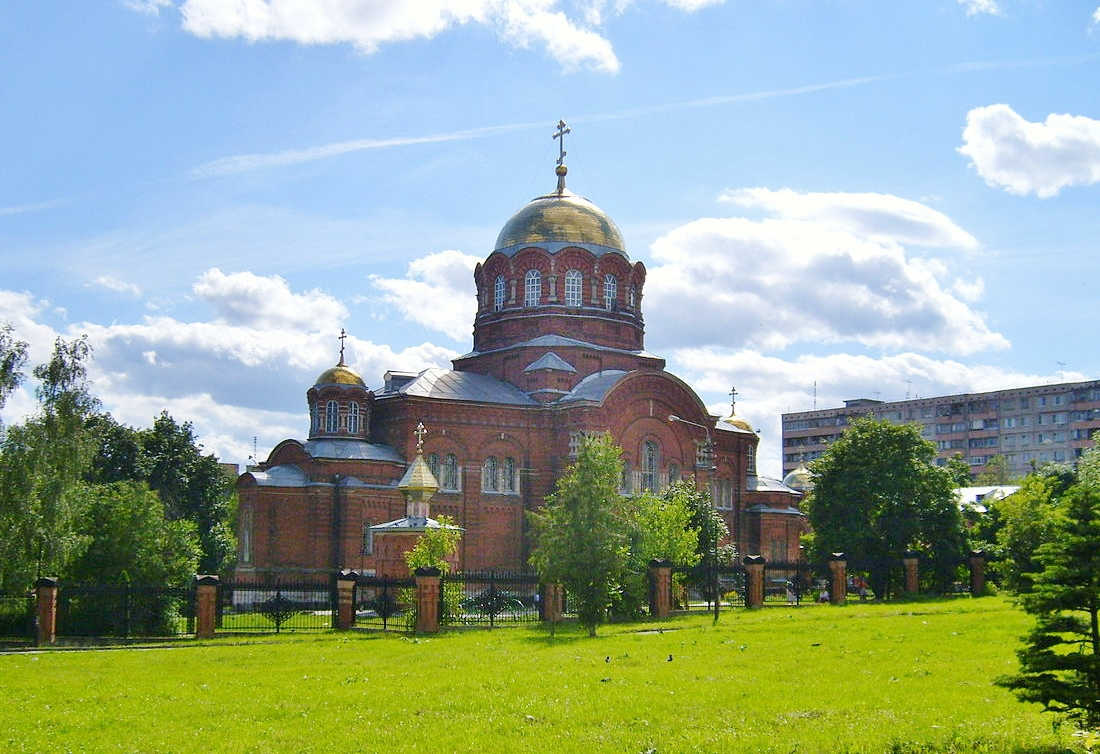
Храм Сергия Радонежского

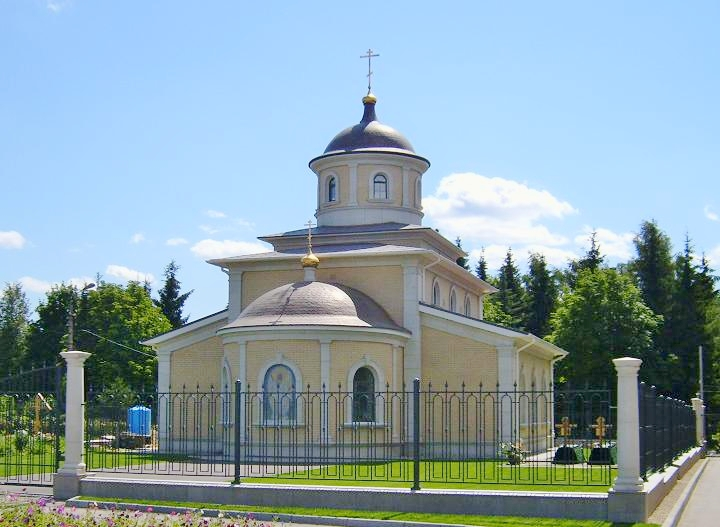
Смоленская церковь

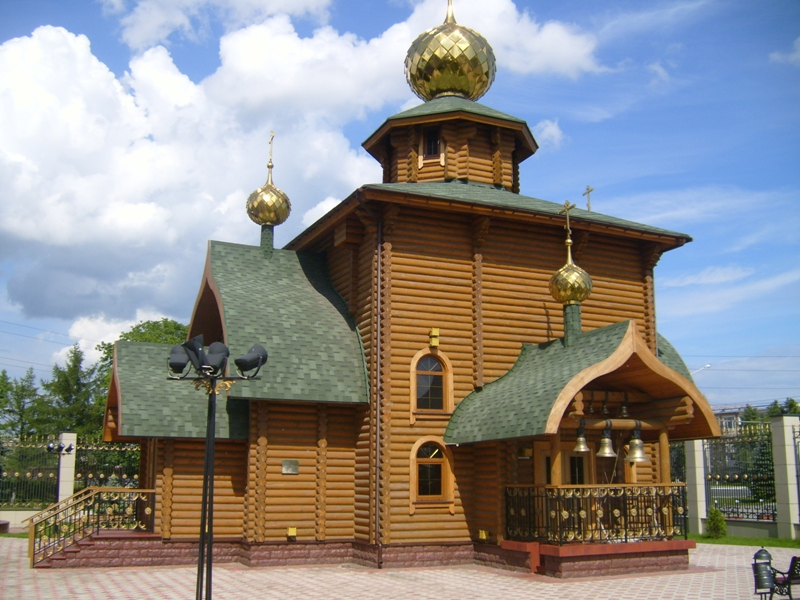
Храм князя Владимира

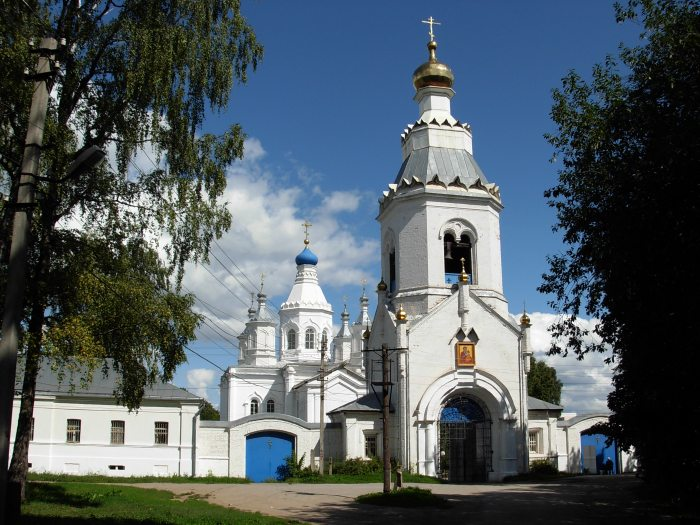
Богородичен Щегловский монастырь

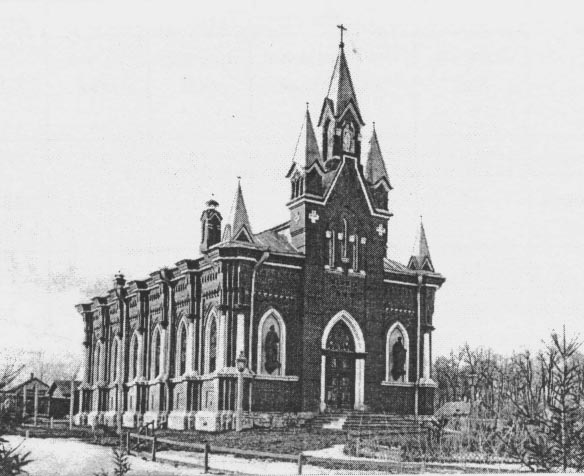
Католический костёл

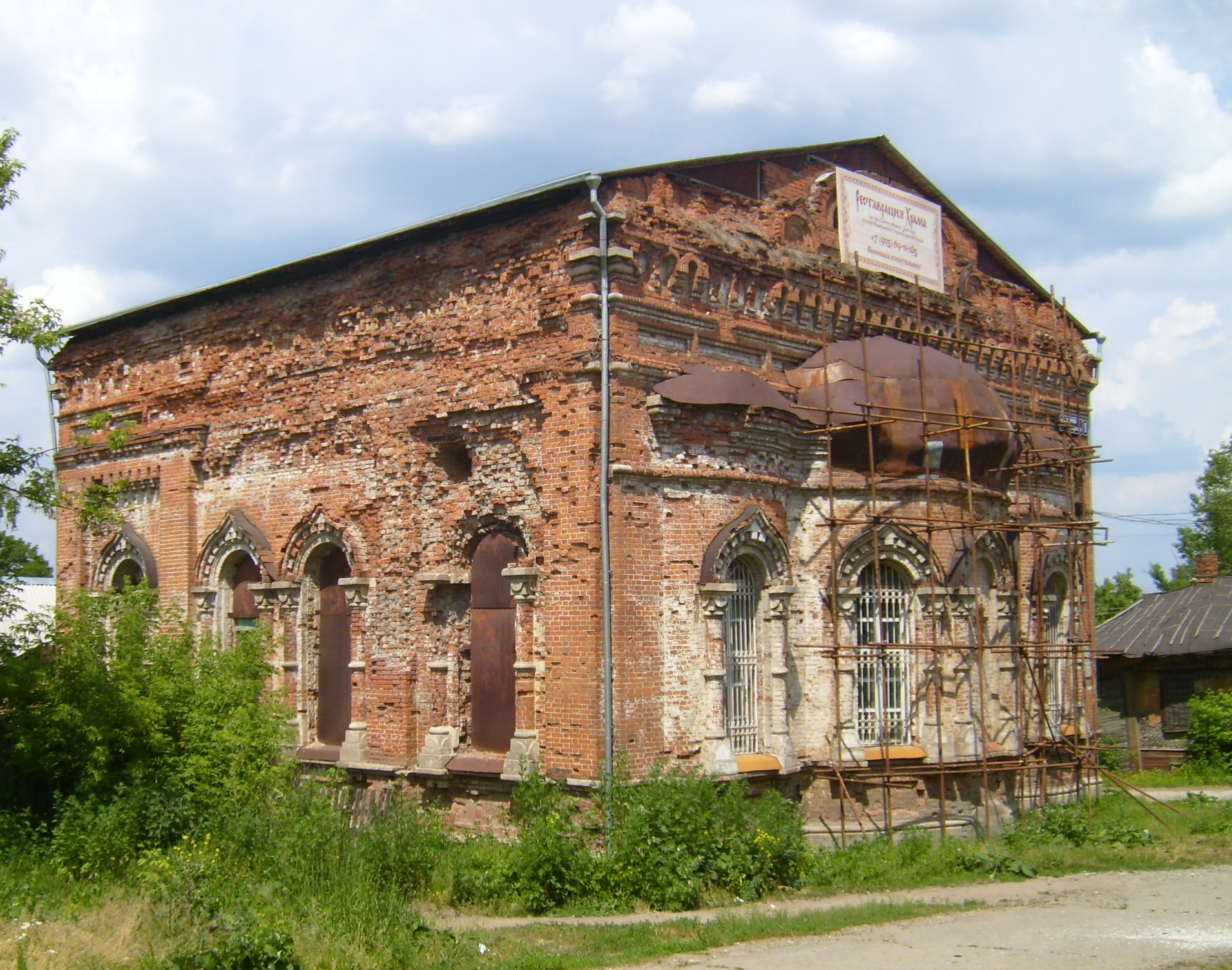
Храм Иоанна Златоуста

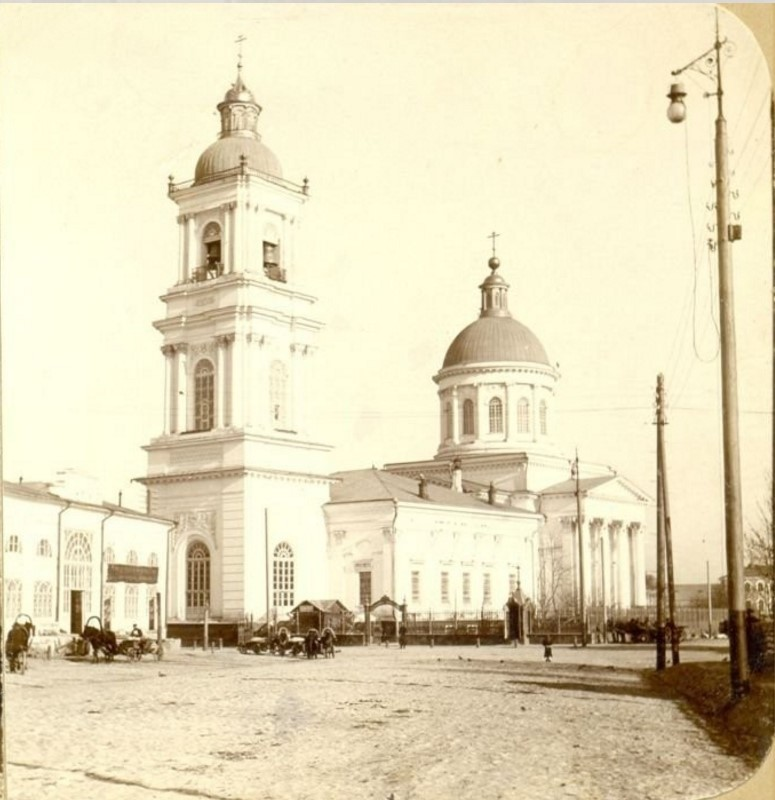
Казанская церковь

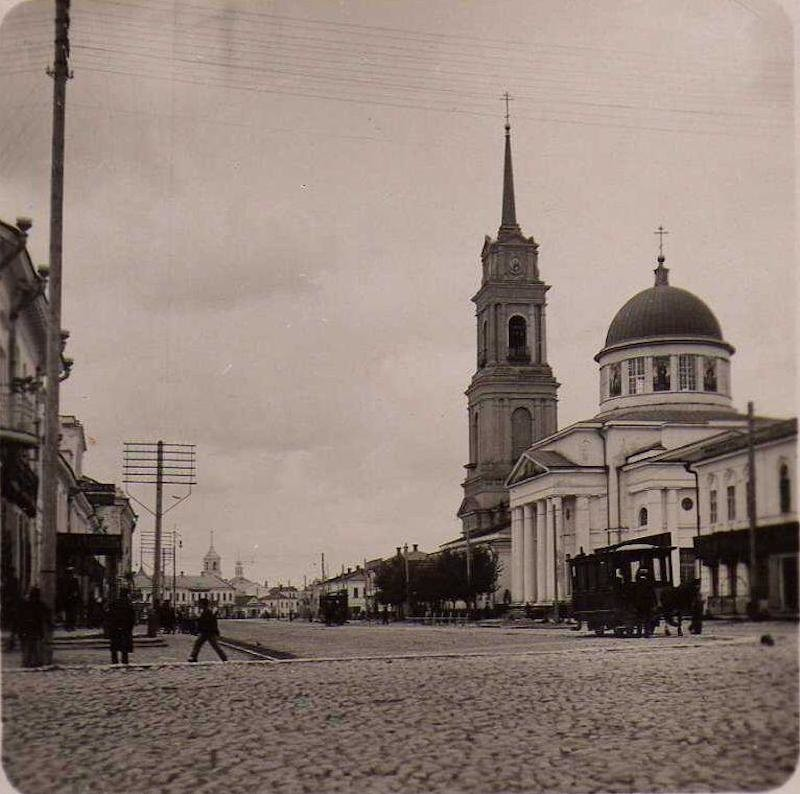
Спасо-Преображенский собор

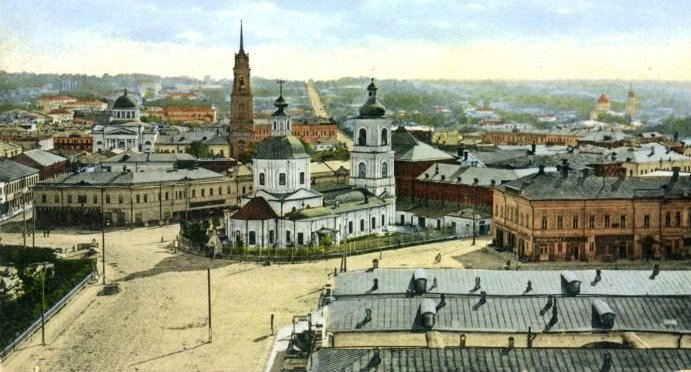
Крестовоздвиженская церковь

Культовые сооружения Тулы — список храмов всех религий (соборов, церквей, домов молитвы, синагог, мечетей, хурулов), а также монастырей, часовен, крещален, залов омовений и отпеваний, кладбищ и других.

## Действующие

### Православные храмы

#### Центральный район
1. Всехсвятский кафедральный собор (1776—1825, ул. Льва Толстого, 79)
2. Успенский кафедральный собор (1898—1902, ул. Менделеевская, 13а)
3. Благовещенская церковь (1692, ул. Благовещенская, 3)
4. Успенский собор Тульского кремля (1762—1766, Тульский кремль)
5. Покровская церковь (1765, пер. Союзный, 4)
6. Храм Двенадцати Апостолов (1903—1909, ул. Оборонная, 92)
7. Преображенский храм (1830-е, ул. Менделеевская, 13а)
8. Храм Владимирской иконы Божией Матери (1705—1712, ул. Пионерская, 17)
9. Свято-Никольский храм (2000-е, ул. Советская, 1а на Оружейном заводе)
10. Храм Святителя Алексия (2000—2001, пр-т Ленина, 99а)
11. Храм в честь Дмитрия Донского и его супруги Евфросинии (2015, на первом ярусе колокольни Успенского собора Тульского кремля)
12. Храм Смоленской иконы Божией Матери (1993, Новомосковское шоссе, 7 км)
13. Церковь Софии, Премудрости Божией (1876—1877, ул. Староникитская, 75 — при Тульской духовной семинарии)
14. Храм Архистратига Михаила (2000-е, пр-т Ленина, 84, территория ТулГУ)
15. Храм святых мучениц Веры, Надежды, Любови и Софии (2001, пр-т Ленина, д. 92, 9 корпус ТулГУ)
16. Свято-Покровский храм (2000, пос. Южный, ул. Автомобилистов, 6а)
17. Храм Державной Иконы Божией Матери (2001, пос. Косая Гора, ул. Октябрьская, 2)

#### Советский район
1. Храм Николы на Ржавце (1749, ул. Революции, 6б)
2. Храм Святых Флора и Лавра (1772—1796, ул. Мосина, 16)
3. Петропавловский храм (1833—1838, ул. Ленина, 28)
4. Храм Александра Невского (1886, ул. Софии Перовской, 5)
5. Храм Серафима Саровского (1905, ул. Фридриха Энгельса, 32)
6. Ильинская церковь (1739—1760, ул. Коминтерна, 6)
7. Храм Святого Владимира (2009, территория Машзавода)
8. Храм Праведного Иоанна Кронштадтского (2012, территория Ваныкинской больницы)

#### Зареченский район
1. Николо-Зарецкий храм (1730—1734, пер. Оружейный, 12)
2. Храм Сергия Радонежского (1895—1901, ул. Октябрьская, 76)
3. Спасский храм (1807, ул. Пузакова, 151а)
4. Вознесенский храм (1754, ул. Герцена, 12/38)
5. Свято-Знаменский храм (1902—1910, ул. Арсенальная, 5)
6. Храм Рождества Богородицы (1789—1892, ул. Демидовская, 56а)
7. Храм Сошествия Святого Духа на Апостолов (1769, ул. Луначарского, 59)
8. Храм Рождества Пресвятой Богородицы (1781, Горелки, ул. Мирная, Богородице-Рождественский монастырь)
9. Храм Дмитрия Донского (2017, ул. Комсомольская, 190/1, территория 51-го гвардейского полка)

#### Пролетарский район
1. Храм Димитрия Солунского (1795—1801, пер. Кладбищенский, 1)
2. Покровский (Феодосиевский) храм (1903, ул. Калинина, 34а)
3. Собор иконы Божией Матери «Млекопитательница» (1860—1864, ул. Лизы Чайкиной, 1, Богородичный Щегловский монастырь)
4. Церковь Никандра Псковского (1886—1889, ул. Лизы Чайкиной, 1/4, Богородичный Щегловский монастырь)
5. Храм Рождества Христова (1732, ул. Карла Маркса, 20)
6. Храм Донской иконы Божией Матери (1995, ул. Марата, 39а)
7. Церковь Николая Чудотворца (временный храм, 2020, рядом с ул. Ушинского, 2а)
8. Храм иконы Божией Матери «Целительница» (1996, ул. Яблочкова, 1а при Тульской областной больнице)
9. Храм святителя Луки (2006, ул. Бондаренко, 39 при детской областной больнице)

#### Привокзальный район
1. Храм Державной иконы Божией Матери (Косая Гора, ул. Октябрьская, 1)
2. Храм Кирилла и Мефодия (Михалково, ул. Колхозная, 77а)
3. Свято-Казанский храм (Одоевское шоссе, 52а)

### Православные монастыри
1. Богородичный Щегловский монастырь (1860—1889, ул. Лизы Чайкиной, 1)
2. Богородице-Рождественский монастырь (2000, Горелки, ул. Мирная)

### Часовни
1. Часовня Никиты Великомученика (1879, ул. Металлистов, 7)
2. Часовня Михаила Архангела в Богородичном Щегловском монастыре (2007, ул. Лизы Чайкиной, 1)

### Старообрядческий храм
1. Храм Иоанна Златоуста (1903—1913, ул. Пролетарская, 1) (бывшая Единоверческая церковь)

### Католический храм
1. Храм Святых Апостолов Петра и Павла (1896, ул. Льва Толстого, 85)

### Протестантские храмы
1. Церковь евангельских христиан-баптистов МСЦ (ул. Станиславского, 31)
2. Дом молитвы евангельских христиан-баптистов (ул. Головина, 32)
3. Дом молитвы евангельской апостольской церкви (ул. Советская, 76)
4. Пресвитерианская Церковь Святой Троицы (ул. Кабакова, 23а)
5. Церковь христиан веры евангельской «Тульский христианский центр» (ул. Кирова, 145)
6. Дом молитвы христиан адвентистов седьмого дня (18-й проезд, 35; ул. Московская, 32а)
7. Лучезарная христианская пресвитерианская церковь (ул. Кутузова, 150)
8. Церковь Иисусу Христа Святых последних дней (ул. Жуковского, 4)

### Иудейское религиозное помещение
1. Синагога при Тульском областном еврейском благотворительном центре «Хасдэй Нэшама» (ул. Свободы, 41)
2. Синагога при Еврейской общине города Тулы (ул. Ленина, 12)

### Мусульманское религиозное помещение
1. Мечеть «Нур» (ул. Токарева, 87а)

## Недействующие

### Православные храмы
1. Богоявленский собор Тульского кремля (1855—1863 — ныне Музей оружия)
2. Староникитская церковь (1820, ул. Никитская, 6 — заброшенное здание)
3. Успенская церковь (1720—1763, ул. Мосина, 19 — занято под Аварийно-диспетчерскую службу)
4. Церковь Покрова Пресвятой Богородицы при подворье Щегловского монастыря (1906—1915, ул. Староникитская, 73 — в здании детско-юношеская спортивная школа)
5. Церковь Димитрия Солунского при Петровской богадельне (1901—1902, ул. Староникитская, 62 — занято под трикотажную фирму «Заря»)
6. Церковь Владимирская на Ржавце (1797, ул. Ленина, 15 — здание перестроено и занято под офисы)
7. Церковь Иверской иконы Божией Матери при станции Тула (1903, ул. Путейская, 9 — занято под Центр дополнительного образования детей)

#### Домовые церкви
1. Церковь Обретения Главы Иоанна Предтечи при Тульском архиерейском доме (1800—1802, пер. Садовый — занято управлением ФСБ по Тульской области)
2. Церковь во имя Архангела Михаила при мещанском Михайловском детском приюте (1879, ул. Октябрьская, 20а — перестроено в жилой дом)
3. Церковь во имя Александра Невского при Тульской губернской земской больнице (1856, ул. Дрейера, 13 — занято под Центр профилактики и борьбы со СПИДом)
4. Церковь во имя Владимирской иконы Божией Матери при Кутузовской богадельне (1858, угол ул. Комсомольской, 1 и ул. Дрейера — в здании лабораторного корпуса Зареченской районной больницы № 2)
5. Церковь во имя Трех Святителей — Петра, Алексия и Ионы, Митрополитов Московских при Тульском уездном духовном училище (1859, ул. Пушкинкая, 16 — в здании лицея № 1)
6. Церковь во имя Александра Невского при мужской классической гимназии (1872, ул. Менделеевская, 7 — в здании факультета ТГПУ)
7. Церковь Введения Пресвятой Богородицы во Храм при Тульском женском епархиальном училище (1896, ул. Советская, 1 — занято под учреждение)
8. Церковь Входа Господня в Иерусалим при Тульском свечном заводе (Сионская церковь) (1898—1899, Красноармейский пр-т, 19 — занято под мебельную фабрику)
9. Церковь во имя святой мученицы Раисы при церковно-приходской школе Щегловского монастыря (1901, угол. ул. Кирова и ул. Патронной — в здании Отделения профилактических осмотров)
10. Церковь Николая Чудотворца и Александры Царицы при Николаевском детском приюте (1901, ул. Мосина, 55 — в здании противотуберкулёзного диспансера)
11. Церковь Николая Чудотворца при Дворянском пансион-приюте (1906, пр-т Ленина, 53 — в здании Московского института МВД)
12. Церковь Иконы Божией Матери Тихвинская в Трухинской богадельне (1911, ул. Революции, 4 — в здании Центрального роддома)

#### Часовни
1. Часовня Владимира равноапостольного на Площадке (нач. XX века, ул. Степанова, 23а — перестроена, используется под жилье)

### Православный монастырь
1. Успенский монастырь (1640-е—1921, пл. Ленина)
2. Предтечев монастырь (Архиерейское подворье) (XVI в. — 1799, пер. Садовый пер.)

### Старообрядческий храм
1. Церковь Благовещения Пресвятой Богородицы (1912—1914, ул. Демидовская, 37)

## Утраченные

### Православные храмы
1. Казанская церковь (1856 — находилась на месте колледжа им. Никиты Демидова)
2. Спасо-Преображенский кафедральный собор (1762 — находился на месте фонтанов у «Белого дома»)
3. Крестовоздвиженская церковь (1787 — находилась на месте современной Крестовоздвиженской площади, снесена в 1933 году)
4. Троицкая церковь (1738—1842 — находилась в начале моста, ведущего в Пролетарский район)
5. Церковь Сретения Господня (1774—1785 — находилась на месте нынешнего сквера с памятником С. И. Мосину)
6. Храм Донской иконы Божией Матери (1857—1864 — угол ул. Чапаева и Марата)
7. Храм Воскресения Христова (1872—1873 — на территории оружейного завода)
8. Николочасовенская церковь (1830 — на месте дома по ул. Советской, 17)
9. Церковь Похвалы Пресвятой Богородицы при Архиерейском доме (1640—1660 — на территории Управления ФСБ России по Тульской области, рядом со зданием по адресу Садовый пер., д. 1)
10. Спасо-Преображенский храм (1759 — угол ул. Циолковского и пер. Котовского)
11. Церковь Николая Чудотворца (1783 — находилась в поселке Глушанки)
12. Храм Казанской Иконы Божией Матери (1739 — находилась на углу ул. Верхняя Студёнка и ул. Ликбеза)
13. Церковь Покрова Пресвятой Богородицы (нач. XVIII века, пос. Рудаково, ул. Октябрьская — сохранилась полуразрушенная колокольня)
14. Церковь Рождества Пресвятой Богородицы (начало строительства 1910 — военная кирпичная церковь, угол ул. Мориса Тореза, ул. Льва Толстого и пр-та Ленина)
15. Церковь Рождества Пресвятой Богородицы (1901 — деревянная, военная церковь, находилась в военном городке у Киевской заставы на углу ул. Мориса Тореза и ул. Льва Толстого)
16. Храм Святого Тихона Амафунтского (1778 — находился в нижнем ярусе колокольни Успенского собора)
17. Знаменская церковь (1856 — находилась в колокольне Преображенского храма)

#### Часовни
1. Часовня в честь Равноапостольного Князя Владимира (находилась на перекрёстке ул. Пролетарской и ул. Епифанской)
2. Часовня в честь Святого Феодосия Черниговского (находилась около бывшего епархиального училища ул. Советская, 11)
3. Часовня в честь Праведных Захарии и Елизаветы (находилась на углу ул. Войково и ул. Староникитская)
4. Никольская часовня (находилась на территории Центрального рынка)
5. Часовня Иконы Божией Матери Казанская (сер. 1830-х — находилась с внешней стороны Одоевской башни слева от арки ворот)

#### Домовые церкви
1. Церковь во имя святой равноапостольной Марии Магдалины при Мариинском детском приюте (1902 — находилась на углу просп. Ленина и ул. Жаворонкова)
2. Церковь в честь иконы Божией Матери «Прежде Рождества Дево» при богадельне Тульского купеческого общества (1890—1891 — находилась на пр-те Ленина, выше пересечения с ул. Первомайской)
3. Церковь Покрова Пресвятой Богородицы при Тульском тюремном замке (1861 — ул. Мориса Тореза, ныне СИЗО-1)
4. Церковь в честь иконы Божией Матери «Всех Скорбящих Радость» при доме призрения бедных (1844 — на территории Машзавода)

### Протестантский храм
1. Лютеранская церковь (1857 — находилась на ул. Октябрьской, 66)

## Источник
- Лозинский Р.Р. Страницы минувшего.
- Приходы и церкви Тульской епархии: Извлечение из церковно-приходских летописей / [Сост. П. И. Малицкий].- Тула: Тип. Н. И. Соколова, 1895.- 781, XLIII c.